# Norbert Schumann
Norbert Schumann (* 17. Oktober 1952 in Lindenkreuz; † 21. Mai 2011 in Leverkusen) war Fußballspieler in der DDR-Oberliga, der höchsten Spielklasse des DDR-Fußballverbandes. Er spielte dort für den FC Carl Zeiss Jena, mit dem er zweimal den DDR-Fußballpokal gewann. Schumann war mehrfacher Nachwuchs-Nationalspieler.

## Sportliche Laufbahn
1967 wurde Schumann im Alter von knapp 15 Jahren von seiner bisherigen Betriebssportgemeinschaft Fortschritt in Münchenbernsdorf zum regionalen Fußballschwerpunkt FC Carl Zeiss Jena delegiert. Dort spielte er zunächst in der Jugendmannschaft, danach im Juniorenteam, mit dem er in der Junioren-Oberliga vertreten war. Dort wurde er für die Junioren-Nationalmannschaft entdeckt und absolvierte 1971 zwei Junioren-Länderspiele. Anschließend wurde er von 1972 bis 1974 in neun Länderspielen der Nachwuchs-Nationalmannschaft eingesetzt.
Am 5. Juni 1971 wurde Schumann zum ersten Mal in der DDR-Oberliga eingesetzt. Im 24. Punktspiel der Saison 1970/71 FC Carl Zeiss – Hallescher FC Chemie (0:0) wurde er 61 Minuten lang als rechter Flügelstürmer eingesetzt. Am letzten Spieltag der Oberligasaison kam er gegen den FC Vorwärts Berlin (4:0) nochmals für 71 Minuten zum Einsatz. Zwei Wochen später stand Schumann wieder als rechter Stürmer mit dem FC Carl Zeiss im Endspiel um den DDR-Fußballpokal und gewann nach dem 2:1-Sieg über Dynamo Dresden seinen ersten Titel. Bis 1973 konnte sich Schumann nicht als Stammspieler durchsetzen, von den durchgeführten 52 Oberliga-Punktspielen bestritt er lediglich 25 und hatte als Stürmer mit lediglich drei Treffern wenig Erfolg. In der Saison 1973/74 schien er den Durchbruch geschafft zu haben, er absolvierte 21 der 26 Punktspiele und war mit zehn Toren bester Schütze seiner Mannschaft, noch vor Nationalstürmer Eberhard Vogel, der nur neun Treffer erzielt hatte. Schumann hatte abwechselnd als rechter oder zentralen Stürmer gespielt. Die Saison schloss er mit seinem zweiten DDR-Pokalgewinn ab. Im Endspiel am 13. April 1974 erneut gegen Dynamo Dresden (3:1 nach Verlängerung) schoss er in der 115. Minute die Jenaer mit 2:1 in Führung. Auch die folgende Spielzeit 1974/75 begann Schumann wieder auf seinen gewohnten Sturmpositionen rechts und zentral, wurde in der Hinserie bis zum 9. Spieltag fast regelmäßig eingesetzt, absolvierte aber nach der Winterpause nur noch zwei Oberligaspiele am 15. und 16. Spieltag. Sein letztes Spiel in der Oberliga war die Begegnung Hansa Rostock – FC Carl Zeiss (0:2) am 8. März 1975, in dem er noch einmal als rechter Angreifer aufgeboten wurde.
Nach seinem Ausscheiden aus dem Oberligakader des FC Carl Zeiss Jena konnte Schumann auf folgende Bilanz zurückblicken: 57 Oberligaspiele und 15 Tore, zwölf nationale Pokalspiele ein Tor und neun torlose Spiele im Europapokal.

## Weiterer Werdegang
Von 1976 bis 1989 war Schumann in seiner ehemaligen Betriebssportgemeinschaft Fortschritt Münchenbernsdorf Jugendtrainer. 1989 siedelte Schumann in die Bundesrepublik um und ließ sich mit seiner Familie in Leverkusen nieder. Bei Bayer 04 Leverkusen war er von 1992 bis 2000 als Nachwuchstrainer tätig. Von 2000 bis 2007 war Schumann B-Jugend-Trainer beim VfL Leverkusen. Anschließend wurde er sportlicher Leiter der privaten Nachwuchsfußballschule Soccer Akademie in Leverkusen. Im Mai 2011 verstarb Schumann im Alter von 58 Jahren.

## Trivia
Sein Sohn Daniel war später im wiedervereinigten Deutschland Fußballprofi.